# Carlos Romero (Fußballspieler)
Carlos Romero (* 7. September 1927; † 28. Juli 1999) war ein uruguayischer Fußballspieler.

## Verein
Der Stürmer spielte in seiner Karriere auf Vereinsebene ausschließlich für den in Montevideo angesiedelten Klub Danubio, in dessen Kader er von 1947 bis 1962 stand. Dabei bestritt er 411 Partien für Danubio, womit er Rekordspieler des Vereins ist. Seit seinem Debüt stand er durchgehend in der Mannschaft und fehlte auch nie verletzt. Im Rahmen seiner Vereinszugehörigkeit feierte er mit seinen Mitspielern zunächst 1946 in der Tercera Especial den Gewinn des Meistertitels. Sodann wurde er mit der Ersten Mannschaft 1947 Meister in der B. Mit dem Gewinn der uruguayischen Vizemeisterschaft des Jahres 1954 sorgte sein Team für den bis dahin größten Erfolg der Vereinsgeschichte. Es folgte 1958 die Vizemeisterschaft im Torneo Competencia. 1960 wurde Romero mit seinen Mitspielern Meister der Segunda División und sicherte den Wiederaufstieg in die Primera División.
Romero wird als dribbelstarker, mit einem strammen Schuss ausgestatteter Spielmacher beschrieben.

## Nationalmannschaft
Romero war Mitglied der uruguayischen Fußballnationalmannschaft, nahm mit ihr an der Fußball-Weltmeisterschaft 1950 teil und wurde Weltmeister. Eingesetzt wurde er im Verlaufe des Turniers jedoch nicht. Auch beim Campeonato Sudamericano 1953 war er Teil des uruguayischen Kaders. Bei der Südamerikameisterschaft erzielte er im Laufe des Turniers drei Treffer, womit er nach Osvaldo Balseiro erfolgreichster Torschütze seines Teams war, und galt dort als einer der besten Spieler des Turniers. Romero absolvierte vom 7. April 1950 bis zum 1. Juli 1956 elf Länderspiele, bei denen ihm insgesamt vier Treffer gelangen.

## Erfolge
- Weltmeister (1950)